# Número de vuelo

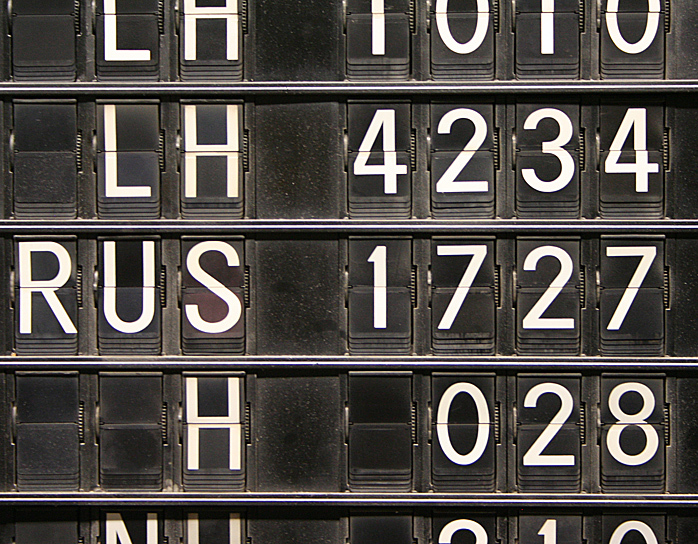
Números de vuelo en un panel indicador antiguo del Aeropuerto de Fráncfort del Meno.

Un número de vuelo, cuando se combina con el nombre de la aerolínea y la fecha, identifica un vuelo particular. Este indicativo no se debe confundir con la matrícula de una aeronave, aunque ambos se pueden usar como indicativo en la aviación general. Una aeronave en particular puede volar en varios vuelos diferentes en un día, y varias aeronaves pueden participar en el mismo vuelo durante diferentes días.
Se han desarrollado un gran número de convenciones para definir los números de vuelo, aunque estos varían bastante de una aerolínea a otra. A los vuelos con dirección este o norte se les suele asignar números pares, mientras que los vuelos con dirección oeste o sur tienen números impares. En los destinos con múltiples vuelos diarios consecutivos, el número de vuelo puede incrementarse con respecto al inicial. Por ejemplo, si un vuelo desde un punto A a un punto B tiene el número 101 y el vuelo de vuelta tiene el 102, al siguiente par de vuelos de la misma ruta se les podría asignar los códigos 103 y 104.
Los números de vuelo de menos de tres dígitos suelen asignarse a vuelos de larga distancia o de alta demanda. Por ejemplo, el vuelo 1 de British Airways era el vuelo más temprano del supersónico Concorde, que cubría la ruta Londres–Nueva York; y el vuelo 1 de Air Canada es el vuelo directo y diario que va de Toronto a Tokio. Los números de cuatro dígitos en el rango 1000–4999 suelen representar vuelos regionales, como la ruta Madrid-Basilea (EZS1012); mientras que los vuelos con una cifra superior a 5000 son generalmente números de código compartido para vuelos operados por diferentes aerolíneas.
De igual modo, los números de vuelo superiores a 9000 se suelen referir a vuelos que no transportan pasajeros y que tienen como único objetivo llevar la aeronave de un punto A a otro punto B, en el que se supone que comenzará un nuevo vuelo comercial. Además, los números de vuelo que comienzan con 8 se suelen usar para indicar vuelos chárter, aunque siempre depende de la elección de la aerolínea.
Normalmente, los números de vuelo se cambian tras un accidente o incidente serio. Por ejemplo, tras el accidente del vuelo 5022 de Spanair que cubría la ruta Madrid–Gran Canaria, la aerolínea cambió el número de los vuelos posteriores con la misma ruta a 5024; también, el vuelo 11 de American Airlines, que volaba regularmente desde Boston a Los Ángeles, cambió a 25 tras los atentados del 11 de septiembre de 2001.
Nótese que, aunque "número de vuelo" es un término que se emplea de forma coloquial, el término oficial se define en la publicación trimestral del IATA Standard Schedules Information Manual (SSIM) como "código de vuelo". Oficialmente, el término "número de vuelo" hace referencia a la parte numérica (de hasta cuatro dígitos) del código de un vuelo. Por ejemplo, en los códigos de vuelo BA2490 y BA2491A, "2490" y "2491" son los números de vuelo. Incluso dentro de la industria aérea y aeroportuaria es más común usar el término coloquial que el oficial.